# 2. Basketball-Bundesliga 1989/90
Die Saison 1989/1990 war die fünfzehnte Saison der 2. Basketball-Bundesliga.

## Modus
Es wurde in zwei Gruppen Nord und Süd mit je zwölf Mannschaften gespielt. Nach einer Einfachrunde spielten die ersten vier Mannschaften einer Staffel eine zweigleisige Aufstiegsrunde aus, deren Sieger in die Basketball-Bundesliga aufstieg. Die Mannschaften von Platz 5–8 einer Staffel spielten in zwei Runden mit Hin- und Rückspiel eine Platzierungsrunde aus. Die restlichen vier Mannschaften spielten eine Abstiegsrunde in ihren Staffeln aus. Aus der Nordstaffel stiegen aufgrund der zugeordneten Regionalligen regulär zwei Mannschaften und aus der Südstaffel drei Mannschaften ab. Sowohl in die Aufstiegs- als auch Abstiegsrunde wurden alle Punkte der Hauptrunde mitgenommen.

## Teilnehmende Mannschaften

### Gruppe Nord
- SG FT/MTV Braunschweig

Absteiger aus der Basketball-Bundesliga
Spielgemeinschaft aus FT und MTV Braunschweig
- Oldenburger TB
- VBC Paderborn
- TuS Herten
- SC Rist Wedel
- Eintracht Hildesheim
- Neuköllner Sportfreunde
- FC Schalke 04
- BG Hagen

Spielgemeinschaft aus DEK und Fichte Hagen und dem Hasper SV
- Godesberger TV

Aufsteiger aus den Regionalligen Nord und West
- Aplerbecker SC 09
- TuS Bramsche

### Gruppe Süd
- FC Bayern München

Absteiger aus der  Basketball-Bundesliga
- SV 03 Tübingen
- TSV Ansbach
- KuSG Leimen
- TV Germania Trier
- MTV Kronberg
- MTSV Schwabing
- EOSC Offenbach
- 1. FC Baunach

Aufsteiger aus den Regionalligen Mitte, Südwest und Süd
- DJK Würzburg
- TSV Speyer
- USC Freiburg

## Saisonverlauf

### Abschlusstabellen Hauptrunde
Nord
| Platz | Team                       | Gesamt    | Gesamt |
| ----- | -------------------------- | --------- | ------ |
| 1.    | TuS Herten                 | 2012:1868 | 32:12  |
| 2.    | TuS Bramsche (N)           | 2373:2243 | 30:14  |
| 3.    | Neuköllner SF              | 1888:1796 | 28:16  |
| 4.    | Godesberger TV             | 2081:2074 | 26:18  |
| 5.    | SG FT/MTV Braunschweig (A) | 1921:1833 | 24:20  |
| 6.    | SC Rist Wedel              | 1989:1938 | 22:22  |
| 7.    | VBC Paderborn              | 2011:2010 | 22:22  |
| 8.    | Aplerbecker SC 09 (N)      | 1976:2011 | 20:24  |
| 9.    | FC Schalke 04              | 2001:2105 | 20:24  |
| 10.   | Oldenburger TB             | 2086:2180 | 18:26  |
| 11.   | BG Hagen                   | 1976:2096 | 12:32  |
| 12.   | Eintracht Hildesheim       | 1600:1883 | 10:34  |

Süd
| Platz | Team                  | Gesamt    | Gesamt |
| ----- | --------------------- | --------- | ------ |
| 1.    | TV Germania Trier     | 1990:1578 | 38:6   |
| 2.    | EOSC Offenbach        | 1878:1810 | 34:10  |
| 3.    | MTSV Schwabing        | 1828:1674 | 30:14  |
| 4.    | SV 03 Tübingen        | 1926:1790 | 28:16  |
| 5.    | FC Bayern München (A) | 1915:1911 | 26:28  |
| 6.    | DJK Würzburg (N)      | 1805:1881 | 22:22  |
| 7.    | USC Freiburg (N)      | 1800:1823 | 18:26  |
| 8.    | 1. FC Baunach         | 1701:1732 | 16:28  |
| 9.    | KuSG Leimen           | 1791:1944 | 14:30  |
| 10.   | TSV Speyer (N)        | 1682:1800 | 14:30  |
| 11.   | TSV Ansbach           | 1712:1899 | 12:32  |
| 12.   | MTV Kronberg          | 1647:1833 | 12:32* |

 * Negativwertung

### Aufstiegsrunden
Nord
| Platz | Team             | Gesamt*   | Gesamt* |
| ----- | ---------------- | --------- | ------- |
| 1.    | TuS Bramsche (N) | 2950:2791 | 40:16   |
| 2.    | TuS Herten       | 2545:2406 | 38:18   |
| 3.    | Neuköllner SF    | 2442:2324 | 38:18   |
| 4.    | Godesberger TV   | 2654:2687 | 28:28   |

Süd
| Platz | Team              | Gesamt*   | Gesamt* |
| ----- | ----------------- | --------- | ------- |
| 1.    | TV Germania Trier | 2546:2059 | 46:10   |
| 2.    | MTSV Schwabing    | 2339:2185 | 38:18   |
| 3.    | SV 03 Tübingen    | 2468:2308 | 36:20   |
| 4.    | EOSC Offenbach    | 2347:2378 | 34:22   |

 * Es wurden alle Ergebnisse der Hauptrunde in die Aufstiegsrunde mitgenommen.

### Platzierungsrunden
Nord
1. Runde:
Aplerbecker SC 09 (8.) – SG FT/MTV Braunschweig (5.) : 90:98, 87:95
SC Rist Wedel (6.) – VBC Paderborn (7.) : 78:74, 84:81
Spiel um Platz 5:
SC Rist Wedel – SG FT/MTV Braunschweig :70:84, 84:81
Spiel um Platz 7:
Aplerbecker SC 09 – VBC Paderborn: 92:85, 89:123
Süd
1. Runde:
1. FC Baunach (8.) – FC Bayern München (5.) : 84:75, 82:92
USC Freiburg (7.) – DJK Würzburg (6.) : 86:83, 80:105
Spiel um Platz 5:
DJK Würzburg – FC Bayern München: 81:75, 83:92
Spiel um Platz 7:
1. FC Baunach – USC Freiburg: 69:68, 82:95

### Abstiegsrunden
Nord
| Platz | Team                 | Gesamt *  | Gesamt * |
| ----- | -------------------- | --------- | -------- |
| 1.    | Oldenburger TB       | 2653:2714 | 28:28    |
| 2.    | FC Schalke 04        | 2488:2670 | 22:34    |
| 3.    | Eintracht Hildesheim | 2503:2628 | 18:38    |
| 4.    | BG Hagen             | 2525:2645 | 16:40    |

Süd
| Platz | Team           | Gesamt *  | Gesamt * |
| ----- | -------------- | --------- | -------- |
| 1.    | KuSG Leimen    | 2327:2434 | 22:34    |
| 2.    | TSV Speyer (N) | 2151:2247 | 22:34    |
| 3.    | TSV Ansbach    | 2172:2369 | 18:38    |
| 4.    | MTV Kronberg   | 2135:2379 | 14:42    |

 * Es wurden alle Ergebnisse der Hauptrunde in die Abstiegsrunde mitgenommen.